# Gli scrupoli di Maigret
Gli scrupoli di Maigret (titolo originale francese Les Scrupules de Maigret) è un romanzo poliziesco di Georges Simenon con protagonista il Commissario Maigret, il cinquantaduesimo della serie dedicata al celebre investigatore.
Il romanzo fu scritto dal 9 al 15 dicembre 1957 in Svizzera e pubblicato il 25 giugno del 1958 in Francia, presso l'editore Presses de la Cité.
Nell'opera traspare la passione di Simenon per la medicina in generale, e per la psichiatria in particolare. Oltre al fatto che nello stesso periodo in cui l'opera fu scritta, la fine degli anni Cinquanta, la seconda moglie di Simenon comincia a manifestare i primi segni di psicosi.

## Trama
Sono i primi giorni dell'anno: al Quai des Orfèvres l'atmosfera è molto calma, quasi noiosa. Il commissario è malinconico. Tanto più che la signora Maigret non sta bene: i primi acciacchi, le piccole riparazioni obbligate, lo spettro della vecchiaia. Il freddo si fa sentire, "un freddo non abbastanza acuto per essere pittoresco e per far parlare i giornali, ma soltanto sgradevole".
Xavier Marton, il responsabile del reparto giocattoli dei Grands Magasins nel quartiere del Louvre, uno specialista di trenini elettrici, vuole parlare con il commissario Maigret, e con lui soltanto, e il commissario accetta la sua visita anche se ascolta il racconto di Marton quasi superficialmente come se fosse assorto da altri e più importanti pensieri. Marton è convinto che la moglie sia una folle e che voglia avvelenarlo, ma prima di finire il suo racconto lascia l'ufficio del commissario approfittando di una sua momentanea assenza.
Lo stesso giorno Maigret riceve la visita della moglie dell'uomo, la signora Gisèle Marton, venditrice presso Harris, in Rue Saint-Honoré. Gisèle Marton racconta a Maigret la sua versione della storia e cioè che il marito è reduce da una forte depressione causata a suo parere dal fatto che la signora Marton, grazie alla sua attività di commerciante di indumenti intimi, abbia più successo del marito. Xavier Marton torna il giorno successivo per parlare di nuovo con Maigret, il quale propone allo specialista di trenini un'altra visita psichiatrica: Marton ne aveva già fatta una dallo specialista in psichiatria e neurologia dottor Steiner, che lo aveva giudicato sano. Marton accetta questa seconda visita, ma avverte Maigret che se la moglie dovesse avvelenarlo, prima di esalare l'ultimo respiro, lui farà di tutto per ucciderla, sparandole.
Maigret, approfittando anche del periodo calmo al palazzo di giustizia, ordina alla sua squadra di indagare sulle abitudini dei Marton e viene a scoprire che la sorella di Gisèle, Jenny, vive con i Marton e che Xavier è apparentemente innamorato di lei. Dall'altra parte, Gisèle pare che abbia una relazione con il suo socio/datore di lavoro, il signor Harris (pseudonimo di Maurice Schwob). Maigret decide di mettere sotto sorveglianza la casa dei Marton e lascia il giovane Lapointe sul posto per tutta la notte, ma alla mattina viene scoperto il cadavere di Xavier Marton, avvelenato accidentalmente da Jenny: Xavier infatti aveva messo nella tazza del tè della moglie una quantità non letale di veleno. Jenny ne era al corrente e sapeva anche che il signor Marton non avrebbe avuto il coraggio di uccidere la moglie e così è lei ad aggiungere il veleno necessario a uccidere la sorella/rivale. La signora Marton però, come ormai faceva d'abitudine, scambiava la sua tazza con quella del marito, che muore nella notte.
Maigret si trova ad indagare su un delitto non ancora commesso. Contraddicendo il suo normale modo di procedere, si affida ai libri di medicina e psichiatria e in questo senso consulta anche il dottor Pardon, suo amico. Non riesce a capire chi dei due coniugi Marton sia pazzo, e cerca la risposta sui libri. Una volta abbandonata questa via, Maigret scopre che questa storia è molto simile ad altre con cui lui si è trovato a che fare, e alla fine riesce a venirne a capo, anche se troppo tardi.

## Adattamenti

### Televisione
- Episodio dal titolo Les scrupules de Maigret, facente parte della serie televisiva Les enquêtes du commissaire Maigret per la regia di Jean-Louis Muller, trasmesso per la prima volta su Antenne 2 il 27 novembre 1976, con Jean Richard nel ruolo del commissario Maigret.
- Episodio dal titolo Les scrupules de Maigret, facente parte della serie televisiva Il commissario Maigret per la regia di Pierre Joassin, trasmesso l'11 febbraio 2004, con Bruno Cremer nel ruolo del commissario Maigret. In Italia fu trasmesso col titolo Veleno in famiglia il 21 febbraio 2009.

## Edizioni italiane
- Gli scrupoli di Maigret, traduzione di Guido Cantini, Collana Il Girasole. Biblioteca Economica n.135, Milano, Mondadori, 1960,  p. 192. - Collana Le inchieste del commissario Maigret n.68, Mondadori, 1968; Collana Oscar n.886, Mondadori, 1978;
- Gli scrupoli di Maigret, traduzione di Marianna Basile, Collana Oscar Gialli n.273, Milano, Mondadori, 1992,  p. 164, ISBN 88-04-36152-2.[3] - Postfazione di Alberto Savinio, Collana Oscar Narrativa (Scrittori del Novecento) n.1386, Mondadori, 1995, ISBN 88-04-38855-2.
- Gli scrupoli di Maigret, traduzione di Margherita Belardetti, Collana gli Adelphi. Le inchieste del commissario Maigret n.290, Milano, Adelphi, 2006,  pp. 155, ISBN 978-88-459-2068-4.
- in  I Maigret 11, Collana I Maigret, Milano, Adelphi, 2015, ISBN 978-88-459-3049-2. - nuova ed., Adelphi, 2019, ISBN 978-88-459-3383-7.